# Stomatium acutifolium
Stomatium acutifolium är en isörtsväxtart som beskrevs av L. Bol. Stomatium acutifolium ingår i släktet Stomatium och familjen isörtsväxter. Inga underarter finns listade i Catalogue of Life.